# El Gen Argentino
El Gen Argentino (em português: O Gene Argentino) é um programa de televisão argentino do gênero jornalístico lançado a 27 de agosto de 2007 e encerrado a 15 de outubro de 2007. O programa é baseado no programa britânico 100 Greatest Britons da emissora BBC. O objetivo do programa é "eleger o argentino de melhor personalidade."

## Escolhidos

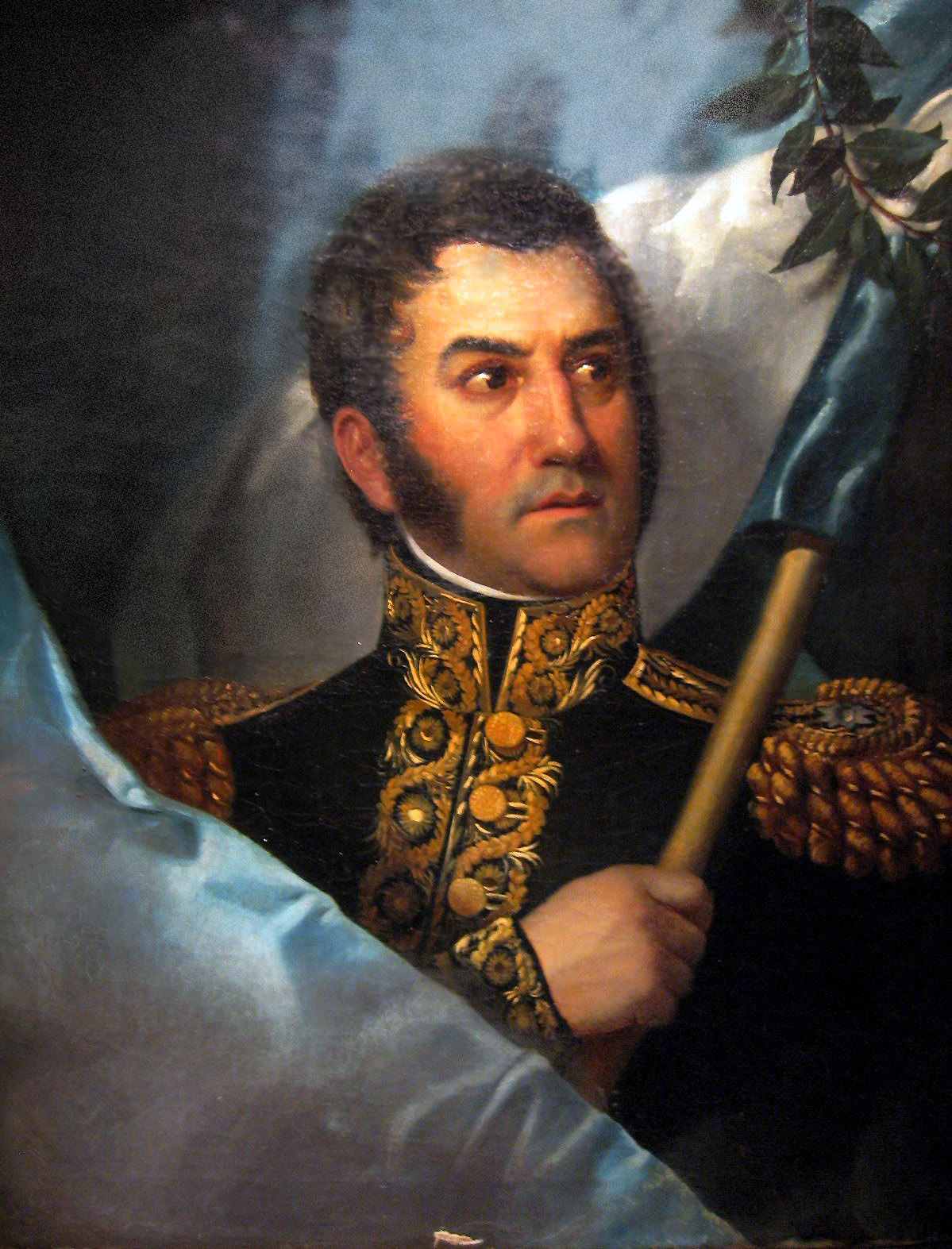
Ganhador: José de San Martín

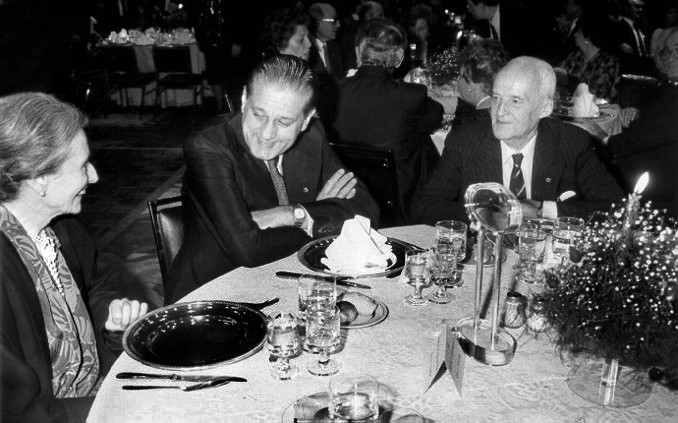
Vice-colocado: René Favaloro (center)

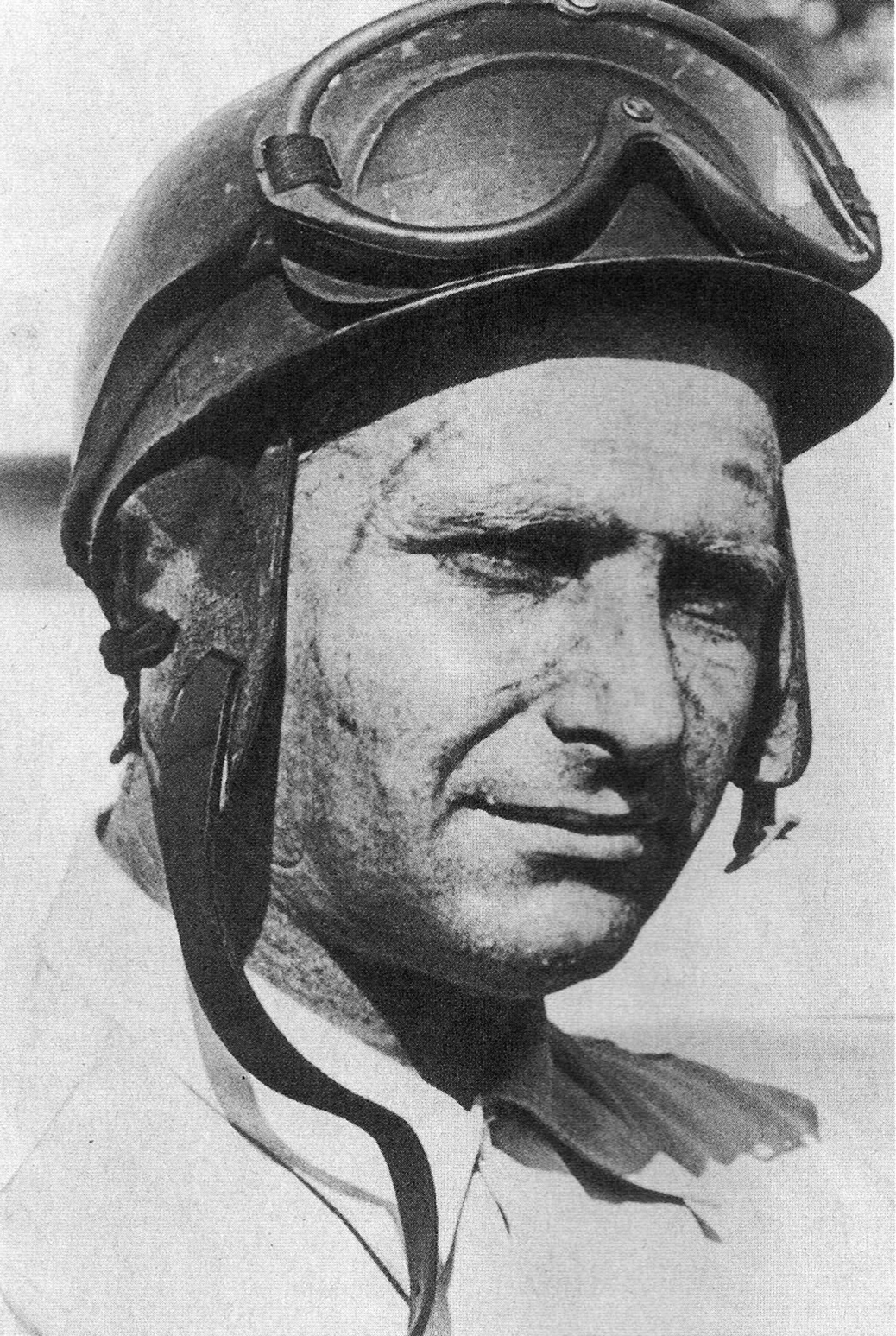
Terceiro lugar: Juan Manuel Fangio

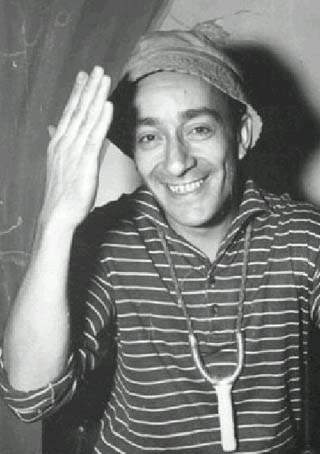
Quarto lugar: Alberto Olmedo

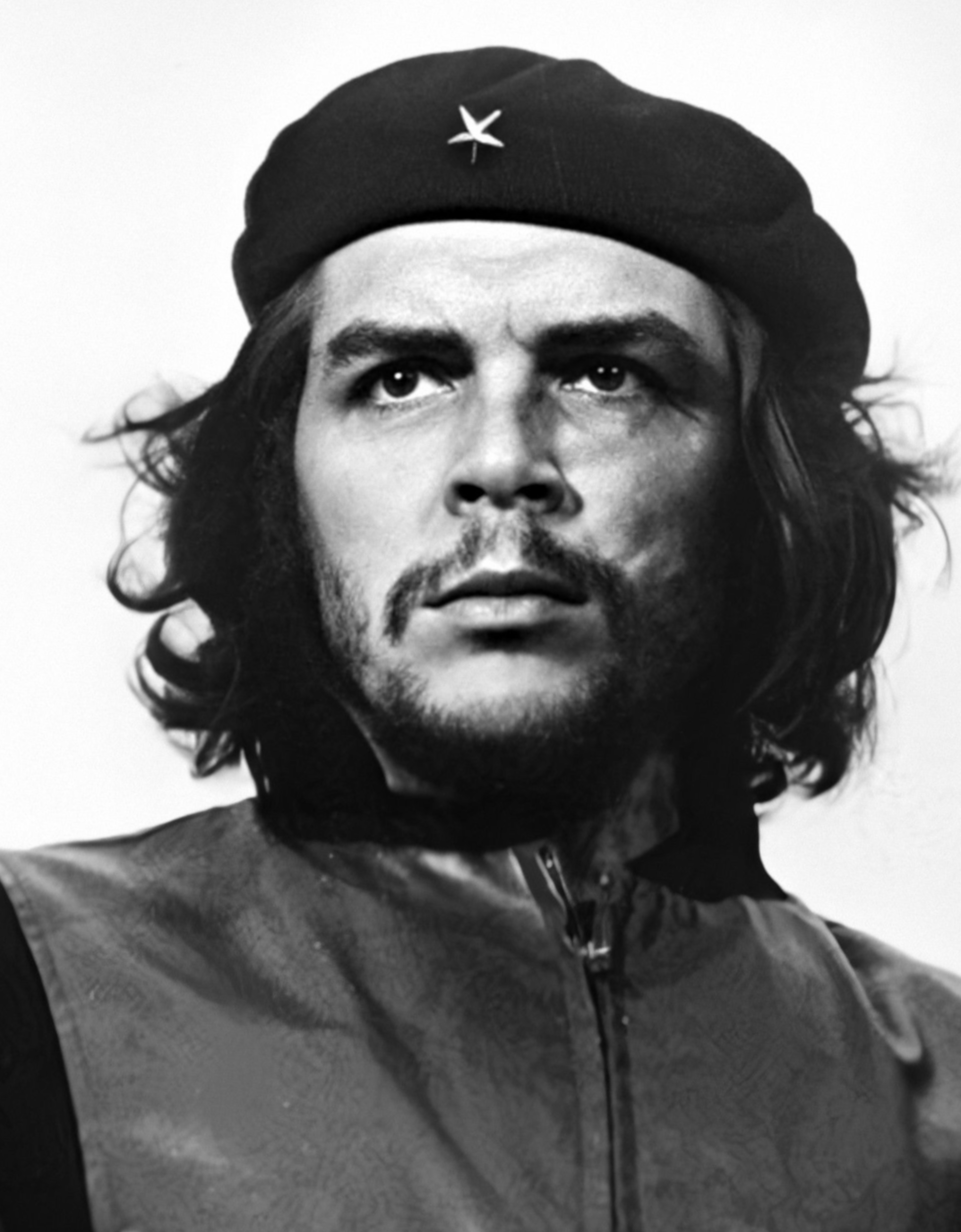
Quinto lugar: Ernesto "Che" Guevara

### Top 10
A decisão do top 10 da lista, foi dividida em cinco categorias: Política do século XIX, política do século XX, cultura, arte e ciência e esporte.

#### Política do século XX
- Eva Perón (1919–1952), Revolucionária e heroína popular
- Ernesto "Che" Guevara (1928–1967), Comunista revolucionário.

#### Política do século XIX
- José de San Martín (1778–1850), Libertador e revolucionário.
- Manuel Belgrano  (1770–1820), Revolucionário e criador da bandeira da Argentina.

#### Cultura e jornalismo
- Roberto Fontanarrosa (1944–2007), Cartunista e escritor.
- Alberto Olmedo (1933–1988), Ator e comediante.

#### Arte e ciência
- Jorge Luis Borges (1899–1986), Escritor nacional.
- René Favaloro (1923–2000), Criador.

#### Esporte
- Maradona (1960), Futebolista.
- Juan Manuel Fangio (1911–1995), Motorista de carro.

### Top 100
A decisão do top 100 foi proporcional ao top 10.

#### Política do século XIX
- Moreno, Mariano
- Sarmiento, Domingo F.
- Juan Manuel de Rosas
- Juana Azurduy
- Leandro N. Alem
- Martín Güemes
- Justo José de Urquiza
- Calfucurá
- Juan B. Alberdi
- Facundo Quiroga
- Francisco "Perito" Moreno
- Julio A. Roca
- Mariquita Sánchez de Thompson
- Bartolomé Mitre
- Chacho Peñaloza
- Bernardino Rivadavia
- Juan José Castelli
- Manuel Dorrego

#### Política do século XX
- Juan Domingo Perón
- Arturo Illia
- Hipólito Yrigoyen
- Carlos Menem
- Rodolfo Walsh
- Raúl Alfonsín
- Estela Barnes de Carlotto
- Néstor Kirchner
- Alfredo Palacios
- Alicia Moreau de Justo
- Lisandro De la Torre
- Adolfo Pérez Esquivel
- Arturo Frondizi
- Carlos Mugica – Padre
- Ricardo Balbín
- Roque Sáenz Peña
- Enrique Angelelli – Bispo
- Hebe de Bonafini

#### Cultura e jornalismo
- Carlos Gardel
- Tato Bores
- León Gieco
- Charly García
- Joaquín Lavado
- Ástor Piazzolla
- Atahualpa Yupanqui
- María Elena Walsh
- Sandro de América
- Luis Sandrini
- Enrique Santos Discépolo
- Gustavo Santaolalla
- Tita Merello
- Niní Marshall
- Mercedes Sosa
- Norma Aleandro
- Mariano Mores
- Alfredo Alcón

#### Arte e ciência
- Ernesto Sábato
- Julio Cortázar
- Julio Bocca
- José Hernández
- Luis Leloir
- Alfonsina Storni
- Quinquela Martín
- Bernardo Houssay
- Salvador Mazza
- Roberto Arlt
- Lola Mora
- César Milstein
- Florentino Ameghino
- Antonio Berni
- Adolfo Bioy Casares
- Xul Solar
- Ramón Carrillo
- Esteban Echeverría

#### Esporte
- Emanuel Ginóbili
- Guillermo Vilas
- Gabriel Batistuta
- Luciana Aymar
- Carlos Bilardo
- Carlos Monzón
- Gabriela Sabatini
- Mario Kempes
- Oscar Bonavena
- Jorge Newbery
- Nicolino Locche
- Roberto De Vicenzo
- Hugo Porta
- Alfredo Di Stéfano
- Daniel Passarella
- José María Gatica
- Carlos Reutemann
- César Menotti

## Fatos
- Políticos: 25
- Esporte: 19
- Presidentes: 13
- Música: 10
- Literatura: 8
- Ciência: 7
- Cinema, televisão, rádio: 7
- Pintura e escultura: 5
- Militar: 4
- Religião: 2
- Primeira-dama: 1
- Aviadores: 1